# Déclaration de Yamoussoukro
La déclaration de Yamoussoukro est un traité qui permet un « ciel ouvert », concernant la libéralisation de l`accès au marché du transport aérien en Afrique. La décision a été approuvée par 44 membres de l'Union africaine en 1999 et est devenue contraignante en 2002.

## Description
Le traité accorde des droits de transit et de liberté aérienne entre tous ses signataires. Ce traité se veut initiateur d'une nouvelle politique aéronautique africaine et prévoit la souplesse dans l`octroi de la « 5eme liberté », l`intégration des compagnies aériennes africaines, l`amélioration de la gestion de celles-ci, le financement des activités en matière de transport aérien, le
système de distribution des produits, le bruit des aéronefs et le mécanisme de suivi. Il a également cherché à éliminer les restrictions sur la propriété des compagnies aériennes et les limites de fréquence sur les routes internationales entre les États signataires. En mai 2007 à Addis Abeba, la Conférence des Chefs d’États et de Gouvernements de
l`Union Africaine a conféré les pouvoirs d’Organe d’Exécution de la Décision de Yamoussoukro à la Commission Africaine de l`Aviation Civile (CAFAC).
La mise en œuvre et l'application pratiques de ces politiques ont cependant connu un certain nombre de revers et n'ont pas été appliquées par tous les membres de l'Union africaine.
En 2018, le Single African Air Transport Market (SAATM) (« marché unique africain du transport aérien ») a été lancé dans le but de mettre pleinement en œuvre la déclaration de Yamoussoukro.

## Source de traduction
- (en) Cet article est partiellement ou en totalité issu de l’article de Wikipédia en anglais intitulé « Yamoussoukro Decision » (voir la liste des auteurs).